# Circuit intégré 4030

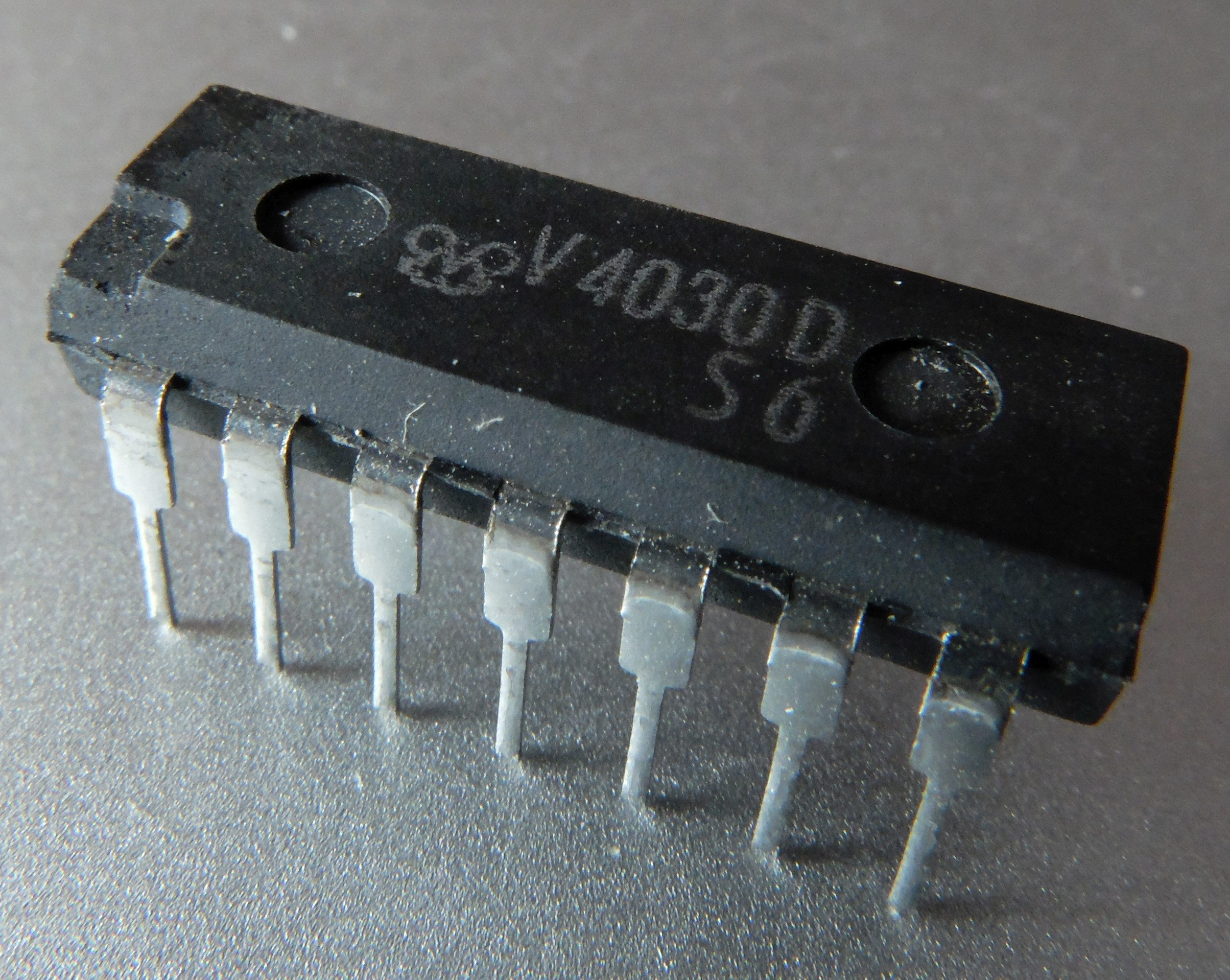
Circuit intégré V4030D de la VEB Funkwerk Erfurt, fabriqué en 1984.

Le circuit intégré 4030,, fait partie de la série des circuits intégrés 4000 utilisant la technologie CMOS.
Ce circuit est composé de quatre portes logiques indépendantes OU exclusif à deux entrées.
Les premières versions du circuit présentaient une faible impédance d'entrée et un comportement erratique en fonctionnement impulsionnel. Il a été remplacé par le circuit 4070.

## Brochage

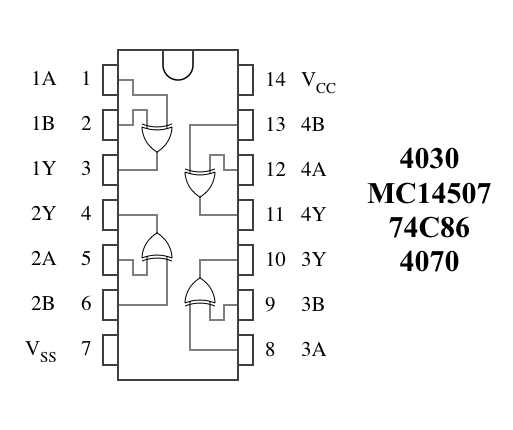
Brochage du circuit 4030 en boîtier DIP (vue du dessus).

## Schémas internes

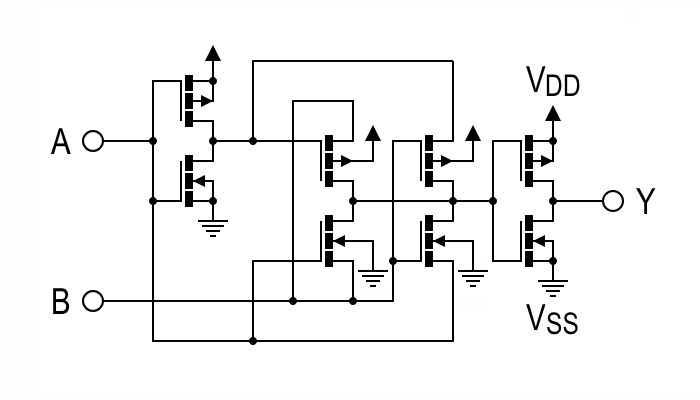
Schéma d'une porte du circuit CD4030A (OU Exclusif) de RCA. Les circuits de protection sur les entrées ne sont pas représentés.

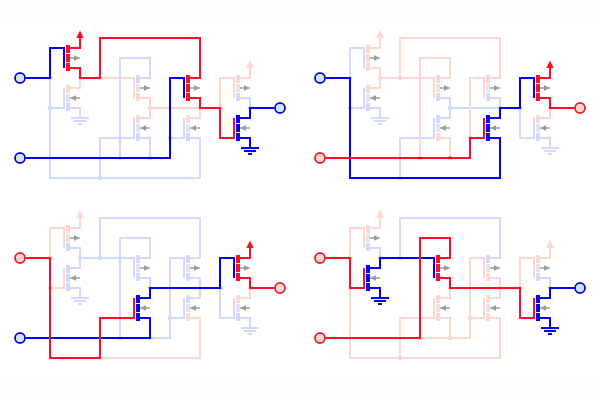
Principe de fonctionnement d'une porte du circuit CD4030A de RCA, pour les quatre états possibles de la porte. Niveau bas (0 logique) en bleu ; niveau haut (1 logique) en rouge.

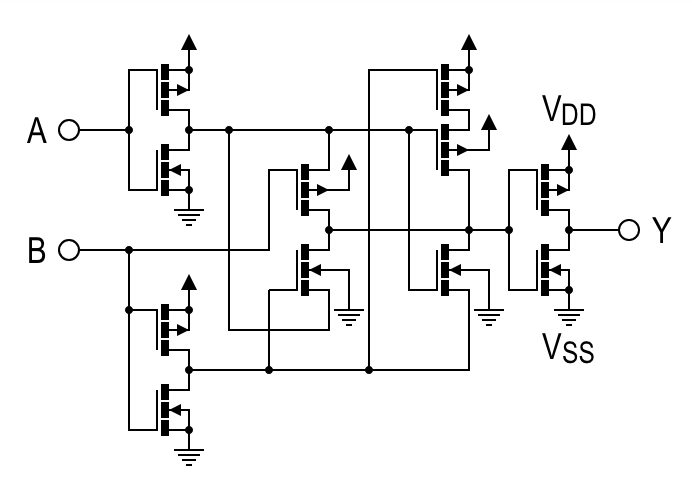
Schéma d'une porte du circuit CD4030B (OU Exclusif) de Texas Instruments. Les circuits de protection sur les entrées ne sont pas représentés.

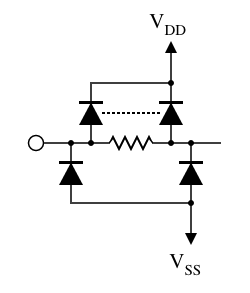
Schéma équivalent du circuit de protection des entrées des portes logiques CMOS CD4030B de Texas Instruments. Les deux diodes supérieures figurent une seule diode répartie le long de la résistance.

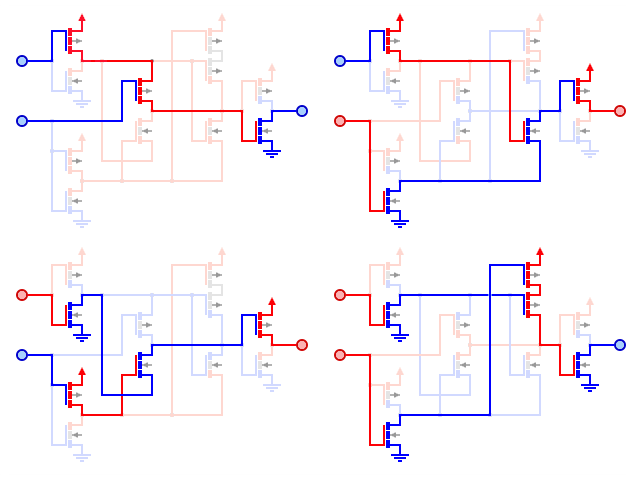
Principe de fonctionnement d'une porte du circuit CD4030B de Texas Instruments, pour les quatre états possibles de la porte. Niveau bas (0 logique) en bleu ; niveau haut (1 logique) en rouge.

## Table de vérité
| Entrées | Entrées | Sortie |
| A       | B       | Y      |
| ------- | ------- | ------ |
| 0       | 0       | 0      |
| 0       | 1       | 1      |
| 1       | 0       | 1      |
| 1       | 1       | 0      |